# Megachile pluto
Abeille de Wallace
Espèce
Synonymes
- Megachile pluto Smith, 1869
- Megachile pluto B. Smith ex Wallace, 1869
- Chalicodoma pluto (Smith, 1869)

Statut de conservation UICN

 VU Liste rouge de l'UICN : Vulnérable
Megachile pluto, l'Abeille de Wallace, est une espèce d'abeilles du genre Megachile endémique des forêts tropicales humides d'Indonésie. La femelle est la plus grosse abeille actuellement décrite, pouvant atteindre la taille d'un pouce humain, d'une envergure de 60 mm, soit trois fois la taille standard d'une abeille domestique. Elle est en outre dotée de mandibules et d'un labium inhabituellement grands qui lui servent à récolter de la résine végétale pour la construction de son nid. En symbiose avec des termites arboricoles, elle nidifie dans les arbres. Très rare, de par sa biologie mais également de par les menaces qui pèsent sur son biotope, elle est classée comme espèce vulnérable par l'UICN.

## Description
Il existe un très fort dimorphisme sexuel au sein de M. pluto, au profit des individus féminins. Celles-ci sont des grandes abeilles Megachile noires, dont l'avant de l'abdomen est orné d'une bande de poils blancs. Elles sont munies d'immenses mandibules tridentés à leur sommet, à la manière d'un coléoptère. Leur tête massive, de 13 mm de large est également composée d'un labrum étendu finement saupoudré de poils rigides dressés (une sorte de pelle à l'avant de sa tête) ; caractéristique que l'espèce partage avec le sous-genre Callomegachile. Leurs ailes sont sombres et brillantes. Ces femelles mesurent 39 mm de long pour une envergure de 63 mm. Il s'agit de la plus grande abeille décrite à ce jour. Par comparaison, une ouvrière Abeille domestique mesure en moyenne 12 mm de long pour une envergure de 22 mm. Les mâles, quant à eux, ont une taille de 23 mm de long, et ne présentent aucune des caractéristiques faciales des femelles. L'avant de leur abdomen est orné d'une bande rousse,.

Megachile pluto
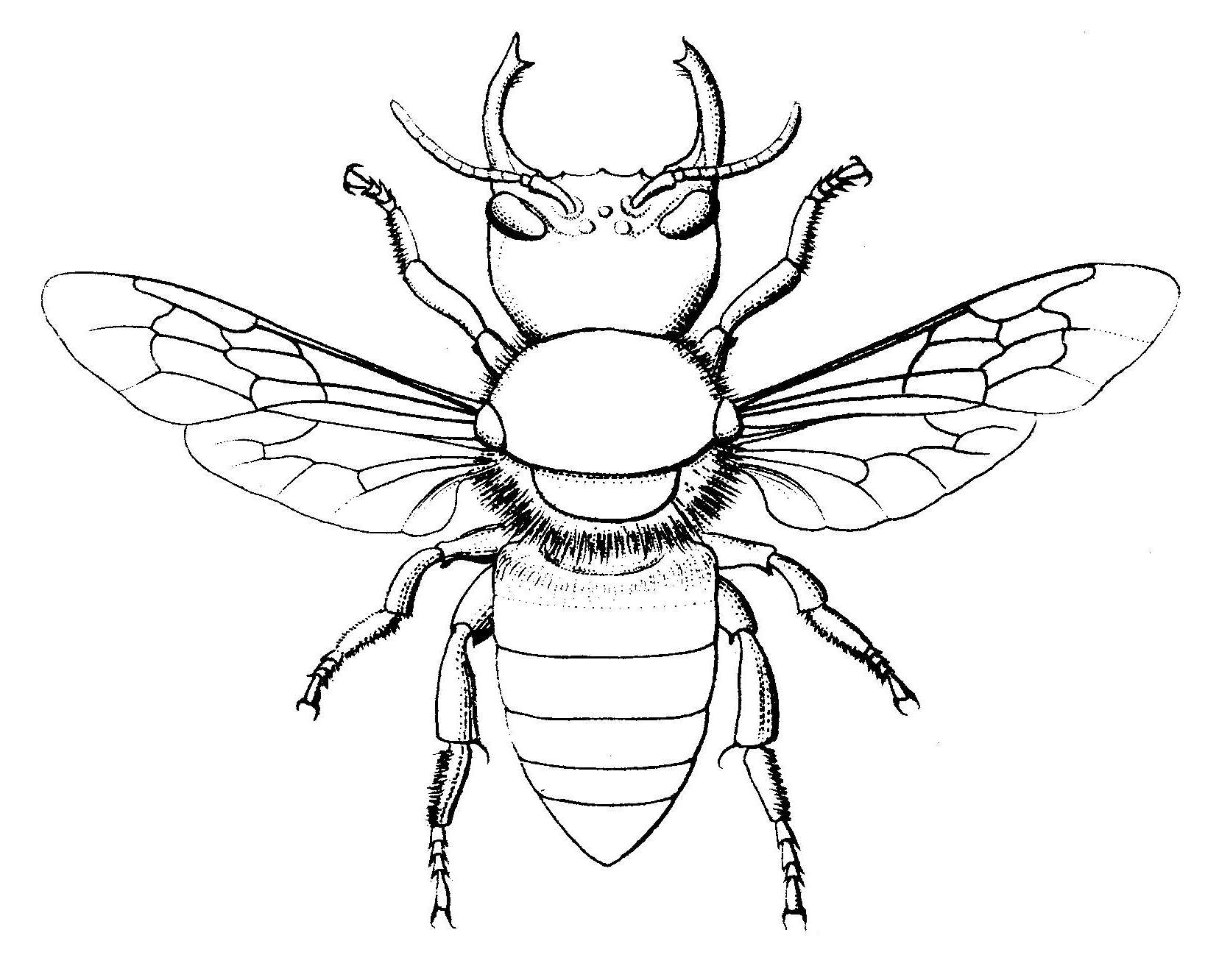
Femelle Megachile pluto (le labrum n'est pas visible) (dessin du Dr Heinrich Friese de 1911).
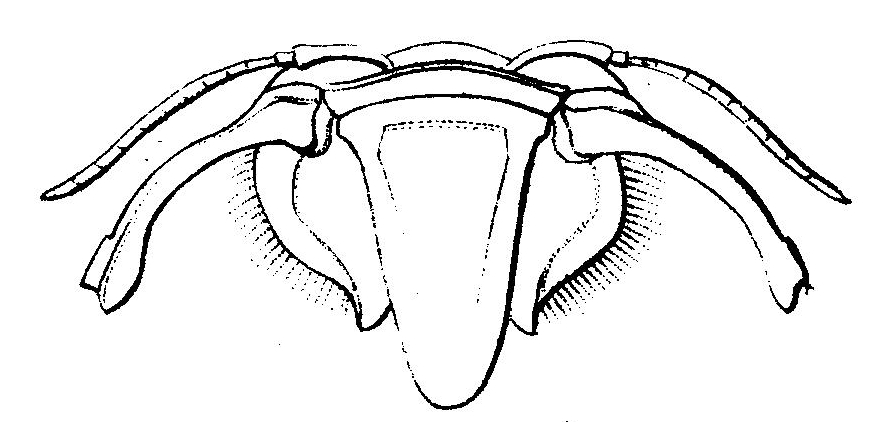
Antennes, mandibules et labrum (dessin du Dr Heinrich Friese de 1911).
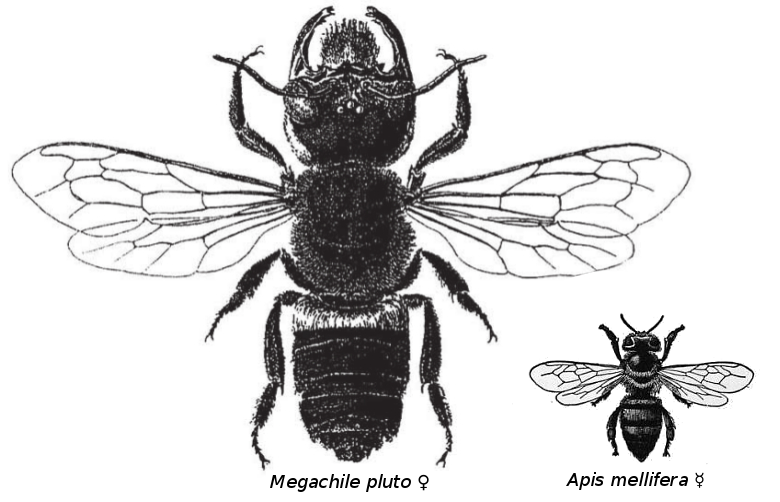
Femelle Abeille de Wallace (dessin du Dr Heinrich Friese de 1911) comparée à une ouvrière Abeille mellifère.
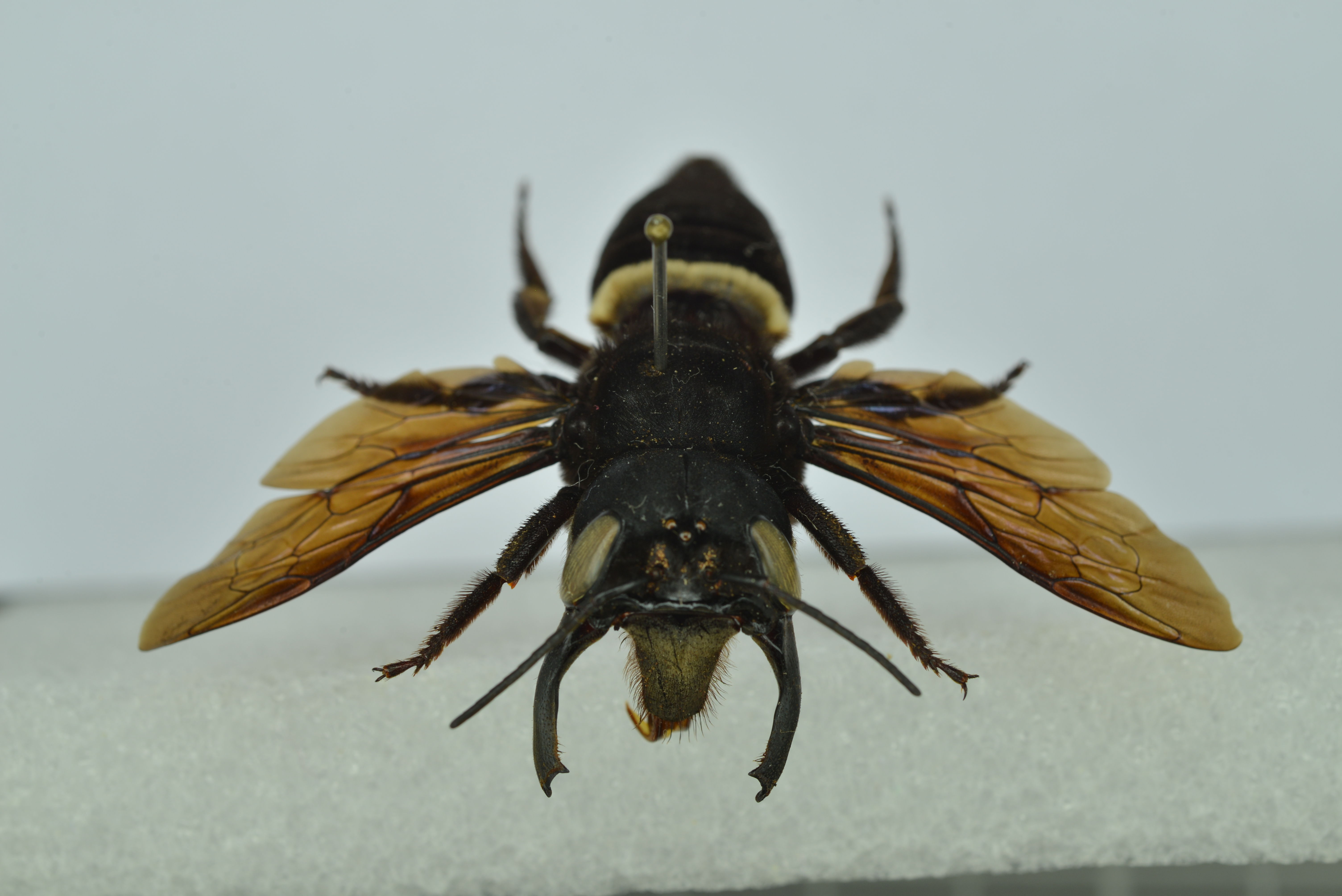
Megachile pluto dont les mandibules ouvertes montrent le labrum ; collecté en octobre 1953 au nord-ouest des îles Obi dans les Moluques.
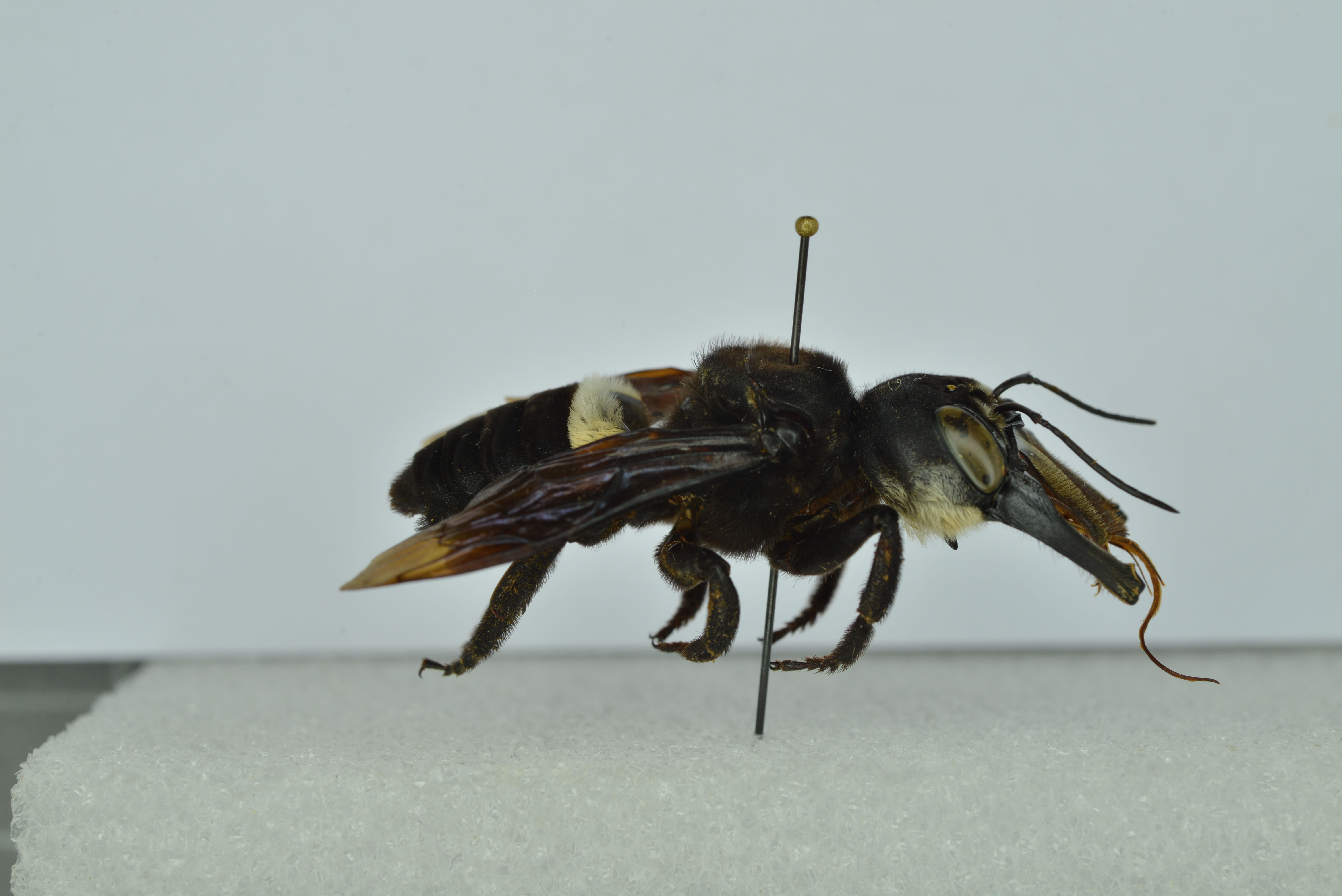
Megachile pluto collecté en février 1991 à Halmahera dans les Moluques du Nord.
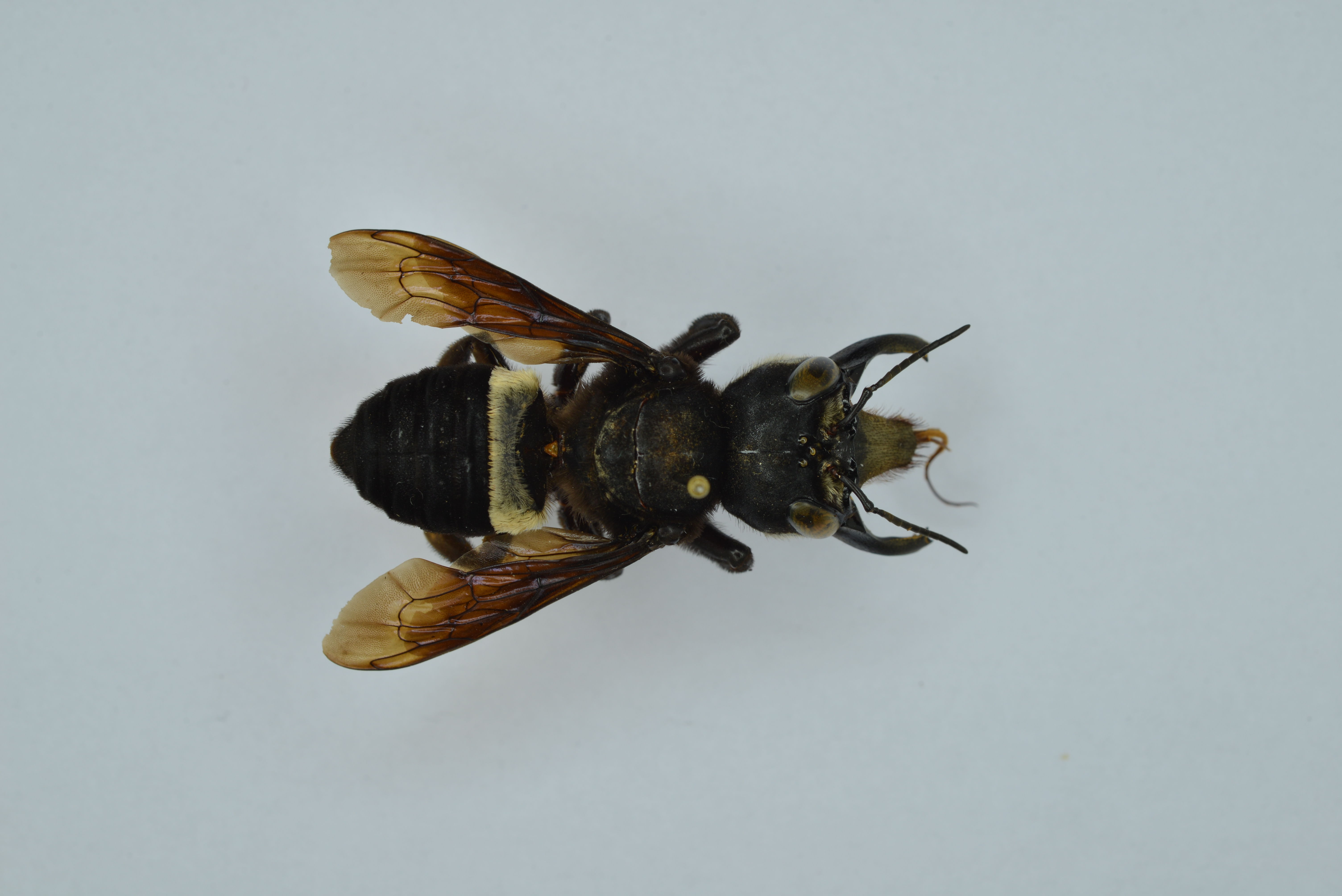
Megachile pluto collecté en février 1991 à Halmahera dans les Moluques du Nord.

## Découverte et redécouvertes
L'espèce est découverte en 1858 par le naturaliste Alfred Russel Wallace lors de son exploration historique de l'Insulinde. Il recolte un exemplaire femelle sur l'île de Bacan et le dépose, en compagnie de très nombreux spécimens d'insectes, au British Museum. L'espèce est ensuite décrite en 1861 par le spécialiste des hyménoptères d'alors : Frederick Smith. En l'honneur de son découvreur, Megachile pluto est appelée en anglais Wallace's giant bee et en français Abeille de Wallace ou Abeille géante de Wallace. Localement, l'abeille est dénommée o ófungu ma kóana ou raja ofu, signifiant roi des abeilles,.
Malgré la récolte d'une autre femelle en 1953 dans les îles Obi, l'espèce est considérée comme étant probablement éteinte durant le XXe siècle.
En 1981, plusieurs spécimens sont redécouverts et étudiés par l’entomologiste américain Adam C. Messer. Ce dernier identifie six nids à Bacan, Halmahera et Tidor, des îles montagneuses des Moluques du Nord. En 1991, une autre femelle est récoltée à Halmahera par Desmier de Chenon et déposée au Centre de biodiversité néerlandais Naturalis.
En février 2019, l'abeille géante est de nouveau observée et étudiée lors d'une expédition parrainée par le Global Wildlife Conservation visant à retrouver des espèces non revues (et peut-être disparues) dans cette région,,.

## Éthologie
Tous les nids de Megachile pluto découverts se situent dans des termitières actives de Microcerotermes amboinensi où ils sont complètement dissimulés. Ces termites arboricoles construisent leur propre nid à partir de fibres de bois mâchées dans les troncs ou les branches d'arbres. L'association de cette espèce avec les termites semble être obligatoire et par définition symbiotique,.
Munie de ses mandibules, la femelle M. pluto racle de la résine végétale, la ramène devant elle, puis la fait rouler vers l'avant le long du tronc en utilisant la plaque antérieure de sa tête à la manière d'un tractopelle. Elle en constitue une boule d'environ 10 mm de large qu'elle transporte au nid, la boule serrée entre ses mandibules et le labrum, celui-ci appliquant une tension par effet de levier afin de sécuriser le transport durant le vol. Cette résine provient des fissures verticales des troncs d'arbres de la famille Dipterocarpaceae, probablement Anisoptera thurifera, dont le genre représente de grands arbres sempervirent d'Asie du Sud-Est. La femelle M. pluto récolte également des fibres de bois, sous la forme de fagots cylindriques, qu'elle unit avec la résine pour construire des tunnels et des cellules ; ce mélange, durcissant en un matériau imperméable noir, isole le nid d’abeille des termites. De plus, la résine ayant des propriétés fongicides, elle permet de protéger le nid contre les spores fongiques transmises par le pollen. Il y a de une à six femelles dans chaque colonie mais la division du travail et le niveau de sociabilité ne sont pas encore bien établis pour cette espèce. Elles construisent un seul tunnel d'entrée horizontal débouchant dans un tunnel principal vertical suffisamment large pour permettre à deux femelles de se croiser. Les cellules pour le couvain, horizontales, sont construites à partir du tunnel principal,.
Le plus petit nid étudié contenait quatre cellules de couvain, d'autres 49 et le plus grand nid, 157, bien que seulement 25 aient été utilisées, les autres étant scellées et abandonnées. Les cellules de mâles (15 × 27 mm) sont plus petites que celles des femelles (19 × 41 mm). En effet, chaque cellule est soigneusement aménagée avec de la résine et des fibres de bois pour le couvain femelle, puis souvent réutilisée après un passage de résine sur les résidus de nymphose pour le couvain mâle. De ce fait, les cellules rétrécissent, deviennent trop petites et sont progressivement scellées de résine avant d'être abandonnées. Transportant le pollen sous son ventre et non sur ses pattes, la femelle fabrique du pain d'abeille qu'elle dépose dans chaque cellule avant de pondre un œuf de 9 mm de long. Elle butine le pollen d'un large éventail d'espèces végétales mais semble préférer les Myrtacées,.
Il n'a été trouvé aucun mâle à l'intérieur des colonies ou récoltant de la résine ou du pollen. Au lieu de cela, ils se perchent sur un poste d'observation tel qu'une plante grimpante, près des sources de résine ou dans le voisinage du nid. Faisant le guet, ils poursuivent les femelles pour les féconder et chassent les mâles intrus,.
La symbiose entre Megachile pluto et Microcerotermes amboinensi est dite termitophile. Son intérêt pourrait être de l'ordre de la protection contre les prédateurs ou les parasites. Nicher au sein d'une termitière permettrait également d'assainir plus efficacement les galeries et le couvain et de les protéger contre l'humidité. Pour les termites, le coût spatial est probablement élevé mais la mutualisation de leur force, en cas d'agression de la part d'un prédateur, peut être bénéfique.
La termitophilie existe chez d'autres espèces d'abeilles comme certaines Mélipones. Une Apinae, Centris derasa est également en association avec une Microcerotermes d'Amérique du Sud, mais contrairement à M. pluto, elle souffre d'une grande mortalité de son couvain à cause de l'invasion des termites,.

## Distribution, habitat et menaces
Megachile pluto n'a été aperçue que sur quatre îles des Moluques du Nord (Bacan, Halmahera, Tidore et Obi) toutes situées à l'est de la ligne de Wallace. Elle vit dans les forêts primaires de plaines de basse altitude de ces îles. Bien que les sites de nidification et les plantes hôtes soient abondants, M. pluto est apparemment rare aux endroits où il a été trouvé. De plus, ces forêts sont abattues au profit de la culture intensive d'huile de palme ; ce qui pousse l'UICN à placer Megachile pluto sur sa liste des espèces vulnérables.
En 2018, deux spécimens femelles Megachile pluto collectés à Bacan en février et à Halmahera en septembre 2018 sont apparus sur un site international de vente aux enchères en ligne et ont été vendus des milliers de dollars US à des collectionneurs privés. Malgré son inscription sur la liste rouge de l'UICN, le commerce international de cette espèce n’est actuellement pas prohibé, car elle ne figure pas dans les annexes de la Convention sur le commerce international des espèces menacées d’extinction.